# マリーア・カロリーナ・ディ・サヴォイア
マリーア・カロリーナ・アントニエッタ・アデライーダ・ディ・サヴォイア（Maria Carolina Antonietta Adelaide di Savoia, 1764年1月17日 - 1782年12月28日）は、イタリアのサヴォイア家の王女で、ザクセン王アントンの最初の妻。夫の即位する45年前、ザクセン選帝侯領が王国に昇格する24年前に死去したため、王妃ではない。

## 生涯
サルデーニャ王ヴィットーリオ・アメデーオ3世とその妻でスペイン王フェリペ5世の娘であるマリーア・アントニエッタの間の第10子、六女として生まれた。ザクセン公子アントンとの結婚が決まり、1781年9月28日にストゥピニージ宮殿において代理結婚式が、同年10月24日にドレスデンで正式な結婚式が執り行われた。王女の結婚に際し、トリノでは王宮やパラッツォ・ゴンティエーリで盛大な祝宴が開かれた。しかしこの結婚に乗り気でなかったマリーア・カロリーナは婚家になじめず、結婚後1年ほどで天然痘に罹患して18歳で死去した。遺骸はドレスデンのカトリック宮廷教会に葬られた。夫は1787年にオーストリア大公女マリア・テレジアと再婚した。
マリーア・カロリーナの郷里での人気は高く、詩人グイド・ゴッツァーノも「Poesie Sparse」という詩集の中に王女を登場させている。